# École nationale des sciences appliquées de Kénitra
 (novembre 2023).
 (novembre 2023).
La mise en forme du texte ne suit pas les recommandations de Wikipédia : il faut le « wikifier ».
Les points d'amélioration suivants sont les cas les plus fréquents. Le détail des points à revoir est peut-être précisé sur la page de discussion.
- Les titres sont pré-formatés par le logiciel. Ils ne sont ni en capitales, ni en gras.
- Le texte ne doit pas être écrit en capitales (les noms de famille non plus), ni en gras, ni en italique, ni en « petit »…
- Le gras n'est utilisé que pour surligner le titre de l'article dans l'introduction, une seule fois.
- L'italique est rarement utilisé : mots en langue étrangère, titres d'œuvres, noms de bateaux, etc.
- Les citations ne sont pas en italique mais en corps de texte normal. Elles sont entourées par des guillemets français : « et ».
- Les listes à puces sont à éviter, des paragraphes rédigés étant largement préférés. Les tableaux sont à réserver à la présentation de données structurées (résultats, etc.).
- Les appels de note de bas de page (petits chiffres en exposant, introduits par l'outil «  Source ») sont à placer entre la fin de phrase et le point final[comme ça].
- Les liens internes (vers d'autres articles de Wikipédia) sont à choisir avec parcimonie. Créez des liens vers des articles approfondissant le sujet. Les termes génériques sans rapport avec le sujet sont à éviter, ainsi que les répétitions de liens vers un même terme.
- Les liens externes sont à placer uniquement dans une section « Liens externes », à la fin de l'article. Ces liens sont à choisir avec parcimonie suivant les règles définies. Si un lien sert de source à l'article, son insertion dans le texte est à faire par les notes de bas de page.
- La présentation des références doit suivre les conventions bibliographiques. Il est recommandé d'utiliser les modèles {{Ouvrage}}, {{Chapitre}}, {{Article}}, {{Lien web}} et/ou {{Bibliographie}}. Le mode d'édition visuel peut mettre en forme automatiquement les références.
- Insérer une infobox (cadre d'informations à droite) n'est pas obligatoire pour parachever la mise en page.

Pour une aide détaillée, merci de consulter Aide:Wikification.
Si vous pensez que ces points ont été résolus, vous pouvez retirer ce bandeau et améliorer la mise en forme d'un autre article.
 (novembre 2023).
L'École Nationale des Sciences Appliquées de Kénitra (ENSAK) (en arabe : المدرسة الوطنية للعلوم التطبيقية القنيطرة) est une grande école d’ingénieurs marocaine créée en 2008 par un partenariat entre l'Université Ibn-Tofail (جامعة ابن طفيل) et l’Institut national des sciences appliquées de Lyon. C’est un établissement public, formant des ingénieurs d’État généralistes avec des spécialisations en : génie des systèmes de télécommunication et réseaux, génie informatique, génie électrique, génie industriel, génie mécatronique d'automobile et efficacité énergétique et bâtiment intelligent.
Située à Kénitra, elle fait partie du réseau des écoles nationales des sciences appliquées.

## Présentation
L'École nationale des sciences appliquées de Kénitra (ENSAK) est un établissement d'enseignement supérieur marocain, créé en 2008. La pose de la première pierre pour la construction de ses locaux a été effectuée par le roi Mohammed VI le 13 octobre 2008.
L'ENSAK a pour mission de former des ingénieurs d'État dans divers domaines scientifiques et techniques. Son ouverture s'inscrit dans le cadre des efforts nationaux et régionaux visant à répondre au programme national de formation de 10 000 ingénieurs.
Lors de son lancement, trois cycles d'ingénieurs ont été ouverts dans des spécialités promettant des développements importants. La formation à l'ENSAK se distingue par une forte composante pratique, avec des activités techniques, des stages et des projets réalisés en partenariat avec des acteurs socio-économiques, tant au niveau national qu'international.

## Filières
L'École nationale des sciences appliquées de Kénitra (ENSAK) propose actuellement six filières d'ingénierie, délivrant des diplômes d'ingénieur d'État :
- Génie Électrique, avec deux options : Électronique et Systèmes Embarqués, et Électrotechnique et Énergies Renouvelables ;
- Génie Industriel, avec l'option Logistique ;
- Génie Informatique, avec l'option Génie Logiciel et Développement Mobile ;
- Génie des Réseaux et Systèmes de Télécommunications ;
- Génie Mécatronique, avec deux options : Automobile et Aéronautique ;
- Efficacité énergétique et batiments intelligents.

L'ENSAK propose également des formations de Masters universitaires spécialisés (MUS) :
- Master Sécurité des Systèmes d’Information (SSI).
- Master Sécurité des Technologies Informatiques Émergentes, avec deux options : Technologies Mobiles et Sécurité, et Gouvernance des Systèmes d'Information.
- Master en Génie Industriel et Logistique.
- Master en Génie des Systèmes Intelligents (GSI).
- Master en Ingénierie & Administration des Affaires (MBA).
- Master en Internet des Objets et Intelligence Artificielle pour l'Industrie 4.0.
- Master en Génie Électromécanique des Systèmes Industriels (GESI).
- Master Management des ERP et Ingénierie de la Chaîne Logistique.
- Master Big Data et Business Intelligence.

En plus des Masters, l'ENSAK propose des Licences universitaires spécialisées (LUS) :
- Ingénierie des Systèmes Automobiles.
- Ingénierie Logicielle et Systèmes d'Information.
- Génie Industriel.
- Ingénierie des Systèmes Informatiques.
- Ingénierie Électrique, Énergies Renouvelables et Management de la Qualité (IEERMAQ).
- Ingénierie des Systèmes de Transport Intelligent (ITS).
- Ingénierie des Bases de Données et Développement.
- Licence en Génie Mécanique, Productique et Aéronautique.

## Organisation des études et formation
Les enseignements à l'ENSAK sont organisés en modules et structurés en deux cycles. Le cycle préparatoire intégré dure deux ans et prépare les étudiants aux formations d’ingénieurs. Le cycle ingénieur dure trois ans. La formation complète s'étale donc sur cinq ans, avec une spécialisation progressive. L'évaluation se fait de manière continue sous forme de tests, travaux pratiques, devoirs, stages et examens. Le redoublement est autorisé une seule fois par cycle.

## Conditions d’admission à l'ENSAK
- - Cycle Préparatoire intégré : Ouvert sur concours aux titulaires d'un baccalauréat scientifique ou technique, ou d'un diplôme équivalent.
  - Cycle Ingénieur : Admission directe pour les élèves ayant réussi le cycle préparatoire de l'ENSAK. Les autres admissions se font par concours, ouverts aux étudiants des classes préparatoires, ou sur dossier pour les titulaires de diplômes tels que le CUES, DEUG, DEUST, DUT ou DTS. L'admission en deuxième année est également possible sur concours ou dossier pour les titulaires d'une licence scientifique ou d'un diplôme d'ingénieur équivalent.

## Partenariats
ENSAK entretient des partenariats avec plusieurs établissements internationaux. Chaque année, une vingtaine d'étudiants en quatrième année partent en double diplomation, notamment à l'ISTIA pour obtenir un master ou un autre diplôme d'ingénieur en qualité et sûreté de fonctionnement.

### Partenaires
L'école compte parmi ses partenaires :
- L'École d'Ingénieurs de l'Université d'Angers (ISTIA).
- L’Université de Nantes.
- L’Université de technologie de Troyes (UTT).
- L’École d'ingénieurs du Littoral Côte d'Opale (EIL Côte d’Opale).
- L’Université de technologie de Belfort-Montbéliard (UTBM).
- L’École nationale supérieure d'ingénieurs de Bourges (ENSI de Bourges).
- L'École nationale supérieure des mines d'Alès (EMA).
- L'École d'ingénieurs de l'université de Caen (ESIX Normandie).

## L'Association des Ensakistes (ADE ENSA Kénitra)

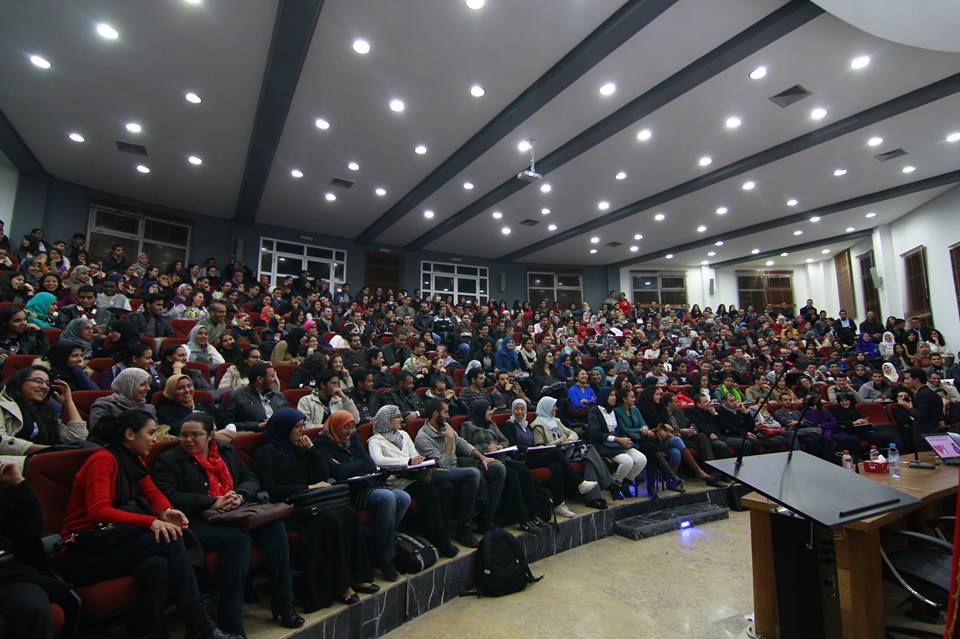
Salle de conférence de l'ENSA Kénitra

L'Association Des Ensakistes est une structure etudiante de l'ENSA de Kénitra qui s’occupe de l’organisation des événements culturels, sociaux et sportifs. L'ADE représente les étudiants auprès de l’administration et également au niveau gouvernemental. Il joue aussi un rôle fédérateur auprès des différents clubs et bureaux affiliés à sa direction.
Les ressources financières de l'ADE proviennent des :
- Subventions annuelles de la direction de l’ENSA.
- Adhésions annuelles des membres adhérents.
- Gains et bénéfices obtenus des différentes activités organisées par l'ADE.
- Partenaires et sponsors officiels.

## Formation continue
L'ENSA de Kénitra propose depuis septembre 2016 des diplômes d'université en formation continue en proposant deux programmes (licence spécialisée et Master).